# رزق الله التميمي
أَبُو مُحَمَّدٍ رِزْقُ اللَّهِ بْنُ عَبْدِ الْوَهَّابِ بْنِ عَبْدِ الْعَزِيزِ بْنِ الْحَارِثِ بْنِ أَسَدِ بْنِ اللَّيْثِ بْنِ سُلَيْمَانَ بْنِ الْأَسْوَدِ بْنِ سُفْيَانَ بْنِ يَزِيدَ بْنِ أُكَيْنَةَ بْنِ الْهَيْثَمِ بْنِ عَبْدِ اللَّهِ التَّمِيمِيُّ الْبَغْدَادِيُّ (400، 401 – جمادى الأولى 488هـ / 1009 – 1096م) أثنى عليه عدد كبير من العلماء، وكان مهتما بالقراءات، وقرأ عليه كثيرون، ومع ذلك فقد تفنن في عدد من العلوم الشرعية المختلفة، حتى قال السمعاني: «هو فقيه الحنابلة وإمامهم، قرأ القرآن والفقه والحديث والأصول والتفسير والفرائض واللغة العربية، وعمر حتى قصد من كل جانب، وكان مجلسه جم الفوائد».
قال عنه أبو طاهر السلفي: «رزق الله شيخ الحنابلة قدم أصبهان رسولا من قبل الخليفة إلى السلطان، وأنا إذ ذاك صغير، وشاهدته يوم دخوله، وكان يوما مشهودا كالعيد، بل أبلغ في المزيد، وأنزل بباب القصر، محلتنا في دار السلطان، وحضرت في الجامع الجورجيري مجلسه متفرجا، ثم لما قصدت للسماع؛ قال لي أبو الحسن أحمد بن معمر اللنباني - وكان من الأثبات، قد استجزته لك في جملة من كتبت اسمه صبياننا فكتب خطه بالإجازة».
من شيوخه: أبو الحسن الحمامي، وأبو الفرج عبد الوهاب التميمي، وأبو الحسن أحمد بن محمد بن المتيم. توفي ببغداد في منتصف جمادى الأولى سنة ثمان وثمانين وأربعمائة (488هـ)، ودفن بداره بباب المراتب، ثم نقل في سنة إحدى وتسعين إلى مقبرة باب حرب، ودفن إلى جنب قبر الإمام أحمد بن حنبل.

## اسمه ونسبه
هو رزق الله ابن الإمام أبي الفرج عبد الوهاب بن عبد العزيز بن الحارث بن أسد بن الليث ابن سليمان بن الأسود بن سفيان بن يزيد بن أكينة بن الهيثم بن عبد الله التميمي، أبو محمد.

## مولده ونشأته العلمية
ولد سنة (400هـ)، وقيل (401هـ)، وقيل (404هـ)، عرض القرآن على أبي الحسن بن الحمامي، وأقرأ بالقراءات السبع، شيخ أهل العراق في زمانه، من كبار الحنابلة، كان إمام العصر يراسل به في بعض مهماته إلى أمراء الأطراف لأنه كان له قبول عند الأمراء والوزراء فلما ورد أصفهان كتب الناس عنه الحديث.

## قالوا عنه
1. قال السمعاني: "هو فقيه الحنابلة وإمامهم، قرأ القرآن والفقه والحديث والأصول والتفسير والفرائض واللغة العربية، وعمر حتى قصد من كل جانب، وكان مجلسه جم الفوائد، كان يجلس في حلقة له بجامع المنصور للوعظ والفتوى، وكان فصيح اللسان، قرأ القرآن على الحمامي... إلى أن قال: وورد أصبهان رسولا في سنة ثلاث وثمانين، وحدثنا عنه أكثر من ستين نفسا من أهلها.[1]
2. قال أبو طاهر السلفي: «رزق الله شيخ الحنابلة قدم أصبهان رسولا من قبل الخليفة إلى السلطان، وأنا إذ ذاك صغير، وشاهدته يوم دخوله، وكان يوما مشهودا كالعيد، بل أبلغ في المزيد، وأنزل بباب القصر، محلتنا في دار السلطان، وحضرت في الجامع الجورجيري مجلسه متفرجا، ثم لما قصدت للسماع؛ قال لي أبو الحسن أحمد بن معمر اللنباني - وكان من الأثبات، قد استجزته لك في جملة من كتبت اسمه صبياننا فكتب خطه بالإجازة».[2]
3. قال أبو الطيب محمد صديق خان: «كان جميل الصورة، وكانت له المعرفة الحسنة بالقرآن، والحديث والأصول، والتفسير، والعربية، وكان أحلى الناس عبارة في النظر، وأجرأهم قلمًا في الفتيا، وأحسنهم وعظًا، له شعر حسن، ذكره في» طبقاته«، وذكر في ترجمته بعض فتاوه».[3]
4. قال ابن ناصر: "ما رأيت شيخا ابن سبع وثمانين سنة أحسن سمتا وهداية واستقامة قامة منه، ولا أحسن كلاما، ولا أظرف وعظا، وأسرع جوابا منه، فلقد كان جمالا للإسلام - كما لقب - وفخرا لأهل العراق خاصة، ولجميع البلاد عامة، ما رأينا مثله، وكان مقدما وهو ابن عشرين سنة، فكيف اليوم؟ وكان ذا قدر رفيع عند الخلفاء.[7]
5. قال الخطيب البغدادي: «شيخ الحنابلة... وكان إماما في المذهب والخلاف والأصول، وله في ذلك مصنفات حسنة. وكان واعظا، مليح العبارة، لطيف الإشارة، فصيح اللسان، ظريف المعاني، معظما عند الخاص والعام».[4]

## شيوخه
1. أبو الحسن الحمامي.
2. أبو الفرج عبد الوهاب التميمي.
3. أبو الحسن أحمد بن محمد بن المتيم.
4. أبو عمر بن مهدي.
5. أبو الحسن بن بشران.
6. ابن الفضل القطان.
7. السلمي الصوفي.
8. أبو الفضل عبدالواحد.
9. أبو القاسم عبد الرحمن الحرفي.[3][4][8]

## تلامذته
1. أبو عامر محمد بن سعدون العبدري.
2. ابن طاهر المقدسي.
3. أبو علي بن سكرة.
4. إسماعيل بن محمد التيمي.
5. عبد الوهاب الأنماطي.
6. أبو سعد بن البغدادي.
7. هبة الله بن طاووس.
8. محمد بن ناصر.[8]

## وفاته
توفي ببغداد في منتصف جمادى الأولى سنة ثمان وثمانين وأربعمائة (488هـ)، ودفن بداره بباب المراتب، ثم نقل في سنة إحدى وتسعين إلى مقبرة باب حرب، ودفن إلى جنب قبر الإمام أحمد بن حنبل.